# Amanti in fuga
Amanti in fuga è un film del 1946 diretto da Giacomo Gentilomo.
Fu presentato in concorso al Festival di Cannes 1946.

## Trama
Roma, fine del XVII secolo. Il famoso musicista napoletano Alessandro Stradella, che conduce una vita dissoluta, è preoccupato perché un astrologo gli ha predetto una morte prematura, a causa di una donna misteriosa. Per distrarsi, il giovane si mette in viaggio per Venezia e, durante il cammino, incontra una dama velata. Innamoratosi della bella sconosciuta, nella città lagunare Alessandro viene a sapere che quella è Ortenzia Foscarini, figlia del temibile inquisitore della repubblica veneta Alvise. Questi non approva la relazione che i due presto intrecciano e inizia quindi a perseguitarli. Ortenzia e Alessandro allora fuggono a Roma e poi a Torino. L'inquisitore si reca nella città piemontese e, fingendo di perdonare la figlia, la invita a tornare a Venezia con il musicista: i giovani hanno il suo permesso per sposarsi. Ma, durante il viaggio, Alvise fa assassinare in un agguato Alessandro, sotto gli occhi della ragazza. Riuscito a trascinarsi dentro una chiesa, il giovane muore guardando la statua di Cristo e toccando la scritta PAX sul marmo del pavimento.

## Produzione
Biografia romanzata (con molte licenze) del musicista Alessandro Stradella, il film rientra nel filone dei melodrammi sentimentali, comunemente detto strappalacrime, molto in voga tra il pubblico italiano negli anni del secondo dopoguerra (1945-1955), in seguito ribattezzato dalla critica con il termine neorealismo d'appendice.

## Distribuzione
Il film venne distribuito nel circuito cinematografico italiano il 26 ottobre del 1946.
Venne in seguito distribuito in Francia, il 2 novembre del 1948 con il titolo Amants en fuite.
Fu in seguito editato anche nei paesi anglofoni con il titolo The Lovers.

## Critica
(L'operatore, "Intermezzo" n. 6,15-31 marzo 1947)